# Быстринский природный парк
Бы́стринский природный парк — кластер природного парка «Вулканы Камчатки», как его участок — «Северный участок Кластер Быстринский», особо охраняемая природная территория регионального значения. Образован постановлениями главы администрации Камчатской области от 18.08.1995 г. за № 192 и от 05.07.96 г. за № 186. В 1996 году внесён в список Всемирного культурного и природного наследия ЮНЕСКО. Это самый большой природный парк Камчатского края.

## География
Быстринский природный парк располагается в центральной части Камчатки на Срединном, Козыревском и Быстринском хребтах и захватывает часть Центрально-Камчатской депрессии и Западно-Камчатской низменности, и включает долину реки Быстрой, бассейны рек Анавгай, Тигиль, Ича и действующий вулкан Ичинская Сопка. Максимальная протяжённость с севера на юг 142 км, с востока на запад — 118 км. На территории природного парка находятся три населённых пункта: сёла Эссо, Анавгай и сезонный посёлок Горный Ключ, а также расположен заказник «Ичинский» и памятники природы: «Лиственничник багульниковый» — ботанический и «Апапельская каменная баба» — геологический.

## Климат
Лето короткое и жаркое, а зима безветренная и морозная. В январе средняя температура — − 19 °С, в июле — 12-14 °С. Среднегодовое количество осадков составляет около 300—400 мм.

## Термальные и минеральные источники
Территория парка изобилует множеством термальных и холодных минеральных источников. Наиболее значимых групп термальных источников в парке пять: Апапельско-Оксинская, Анавгайская, Быстринская, Эссовская, Козыревская. Вблизи термальных располагаются и холодные минеральные источники. Наиболее ценной и интересной является Апапельско-Оксинская группа — относится к кипящим термам, с температурой у выхода на поверхность земли около 100 °С. Эта группа делится на три подгруппы: Апапельские, располагаются в верховьях реки Анавгай, на правом берегу реки Правый Анавгай; Нижнеапапельские, располагаются ниже по ручью Апапель на дне долины реки Правый Анавгай; Оксинские, располагаются на левом берегу реки Анавгай, у подножия сопки Чемпура, напротив базы геологов «Снежная».
Холодные источники: Уксичанские, расположены в правой стороне долины реки Уксичан, в 20 км от села Эссо; источник «Пионерский», расположен в левой стороне долины реки Уксичан, в полутора километрах от села Эссо. Воды холодных источников относятся к минерально-питьевым лечебно-столовым.

## Полезные ископаемые
На территории парка имеются месторождения и рудопроявления, наиболее ценные из них — золотосеребряные и ртутные.
К золотосеребряному месторождению относится Аппапельское на северо-востоке парка. Остальные выявленные объекты опоискованы и их относят к рудопроявлениям. Это «Марина» — в истоках реки Быстрой (Козыревской) и «Димшикан-Зайка» в верховьях ручья Димшикан 1-й — правого притока реки Быстрой (Хайрюзовской). Незначительные золотосеребряные рудопроявления имеются в бассейне реки Уксичан и ручья Одъюка. В истоках рек Ича, Уксичан и ручья Одъюка и др. выявлены россыпи золота, но промышленного значения они не имеют.
Объектом ртутной минерализации является месторождение Чемпуринское (сопка Чемпура). Имеются также проявления ртути в Козыревском хребте в бассейне ручья Одъюка. Основные и сопутствующие минералы — самородная ртуть, киноварь, антимонит, реальгар.

## Флора

### Мохообразные
Флора мохообразных Быстринского парка представлена двумя отделами: печёночниками и мхами. Печёночников известно 142 вида, из них 17 занесены в Красную книгу Камчатского края, два — в Красную книгу РФ. В список мхов включены 313 видов, из которых 13 занесены в Красную книгу Камчатского края, два — в Красную книгу России. Таксономическое разнообразие бриофлоры парка выявлено достаточно полно — ориентировочно на 90 %.

### Сосудистые растения
Согласно аннотированного списка сосудистых растений Быстринского природного парка, который был сформирован за период 2008—2014 гг., на территории парка насчитывалось 674 вида сосудистых растений, включенные в пять отделов — папоротникообразные, хвощеобразные, плаунообразные, голосеменные, покрытосеменные. Двадцать три вида занесены в Красную книгу Камчатского края, из них 5 видов — в Красную книгу России. Список не является окончательным и скорее всего будет расширен после проведения флористических исследований в юго-западных и труднодоступных горных районах парка.

## Фауна

### Насекомые
В предварительный аннотированный список насекомых Быстринского природного парка включено 407 видов, принадлежащих 81 семейству, из 13 отрядов. Список с большой вероятностью будет дополнен за счёт последующих сборов. В основу списка положены накопившиеся за несколько лет сборы и фотографии насекомых с территории парка. Материалы для обработки и определения насекомых дополнены волонтёрами Быстринского парка: Б. Бахаревым, В. Бурым, К. Бэкман, В. Зурилиной, Е. Лепо, В. Лобановой, Т. Прохоровой. На территории парка зафиксировано десять эндемичных (для Камчатки) видов и подвидов из 5 отрядов: Cavariella kamtshatica Ivanovskaja, Lygocoris malaisei Lindberg, Meloe laevipennis Brandt, Dorytomus rufulus kamtshaticus Kor, Bombus sporadicus malaisei Bischoff, Eupithecia pseudosatyrata Djakonov, Papilio machaon kamtschadalus Alph., Parnassius phoebus kamschaticus Men., Plebejus (idas) kamtschatica Kurentzov, Polyommatus (eros) kamtschadalis Sheljuzhko.
В фауне зарегистрировано 8 видов насекомых из Красной книги Камчатского края: жужелица (Carabus macleaji); бабочки: бражник подмаренниковый (Hyles galii), медведица кая (Arctia caja), махаон камчатский (Papilio machaon kamtschadalus), аполлон Феб (Parnassius phoebus kamschaticus),
бархатница большая (Oeneis magna); шмели: (Bombus sporadicus malaise) и (Bombus schrencki).

### Рыбы
По причине изоляции на протяжении плейстоцена Камчатского полуострова от материка ледниками и морями, отсутствовала возможность заселения Камчатки пресноводными рыбами. Состав пресноводной ихтиофауны в реках и озёрах Камчатки очень беден. В реках и озёрах на территории Быстринского кластера зарегистрировано 13 видов рыб из пяти семейств: семейство лососевые — горбуша, кета, кижуч, нерка, чавыча, микижа, мальма, кунджа; сем. колюшковые — трёхиглая колюшка и девятииглая колюшка; сем. корюшковые — морская малоротая корюшка; сем. хариусовые — камчатский хариус; сем. карповые — серебряный карась.

### Земноводные
На территории парка выявлено всего лишь два представителя класса позвоночных четвероногих животных — амфибий. Это сибирский углозуб (Salamandrella keyserlingii) или четырёхпалый тритон и озёрная лягушка (Pelophylax ridibundus), завезённая на полуостров в конце XX века.

### Птицы
Орнитологические исследования, послужившие основой для создания аннотированного списка птиц, проводились на территории Быстринского природного парка в 1998—2014 гг. За время исследований было выявлено и зарегистрировано 116 видов птиц. Кроме этого на территории парка встречается, особенно в период сезонных миграций, ещё несколько видов.

### Млекопитающие
Млекопитающие Быстринского природного парка насчитывают немногим более 30 видов из 6 отрядов, в том числе синантропные виды — серая крыса и домовая мышь. Обеднённый видовой состав млекопитающих и хорошо выраженный подвидовой эндемизм обусловлен геологической историей Камчатки и явлением вулканизма. Одной из особенностей фауны млекопитающих является наличие в парке четырёх акклиматизированных видов, это ондатра (Ondatra zibethicus), американская норка (Mustela vison), канадский бобр (Castor canadensis) и отечественный вид — лось (Alces alces).